# Dyscritomyia retracta
Dyscritomyia retracta är en tvåvingeart som beskrevs av James 1981. Dyscritomyia retracta ingår i släktet Dyscritomyia och familjen spyflugor. Inga underarter finns listade i Catalogue of Life.